# Heliophila polygaloides
Heliophila polygaloides là một loài thực vật có hoa trong họ Cải. Loài này được Schltr. mô tả khoa học đầu tiên.